# Theodor Kober
Theodore Kober (Estugarda, 13 de fevereiro de 1865 — Friedrichshafen, 20 de dezembro de 1930) foi um engenheiro alemão.
Atuou na construção do primeiro dirigível, o Zeppelin LZ1.